# Syllitus buloloensis
Syllitus buloloensis là một loài bọ cánh cứng trong họ Cerambycidae.